# Bouc-Bel-Air
Bouc-Bel-Air este o comună franceză situată în departamentul Bouches-du-Rhône, în regiunea Provence-Alpes-Côte d'Azur.

## Geografie

### Localizare

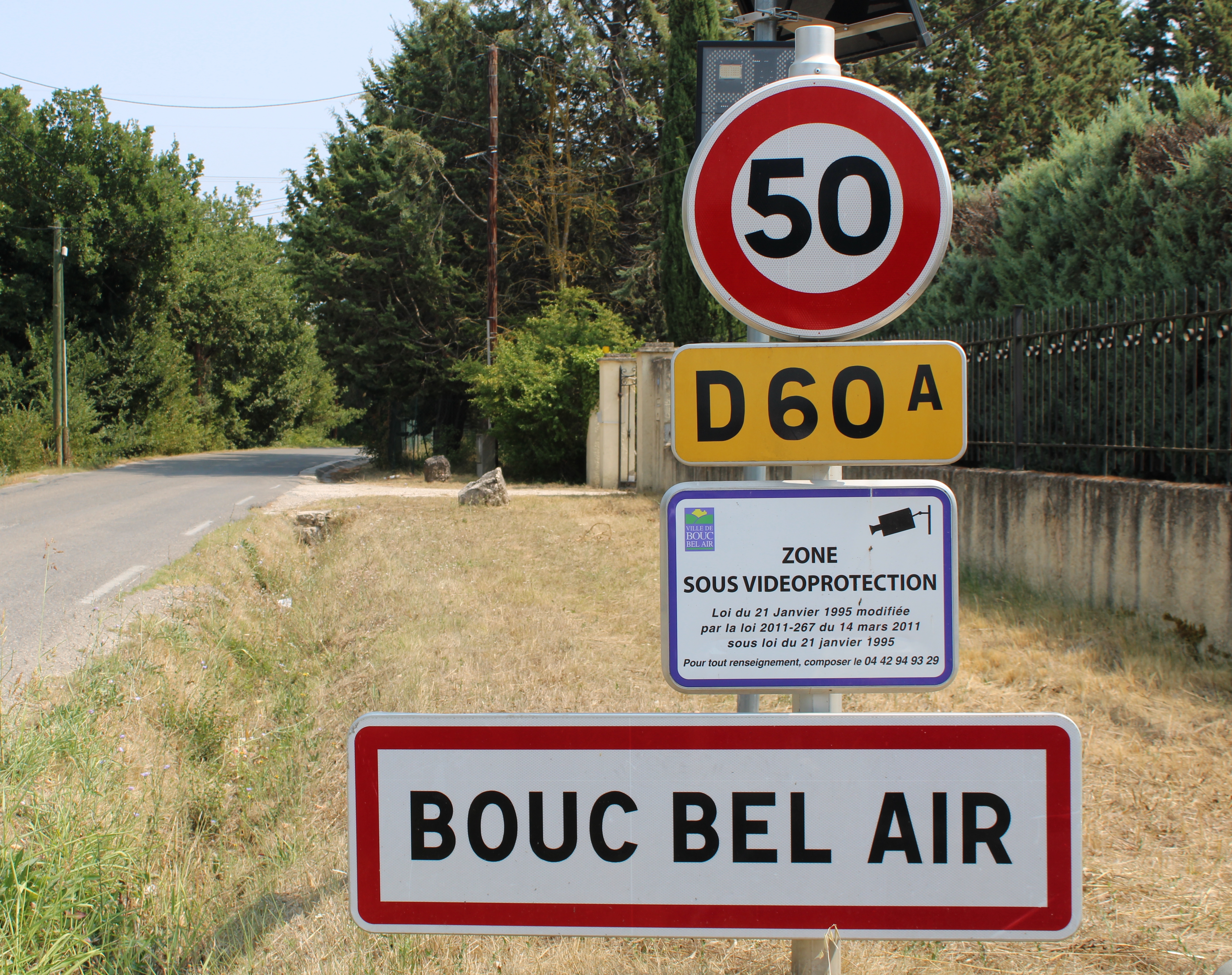
Intrare în comună.

Comuna este situată între Marsilia, Gardanne și Aix-en-Provence, iar vechiul sat este așezat pe vârful unui deal mic. De pe acest mic vârf, se poate vedea lanțul muntos Étoile, muntele Sainte-Victoire și chiar mont Ventoux în zilele fără ceață.

### Comune limitrofe
|                     | Aix-en-Provence      |                   |
| Cabriès             |                      | Gardanne          |
| Les Pennes-Mirabeau | Septèmes-les-Vallons | Simiane-Collongue |

### Geologie și relief

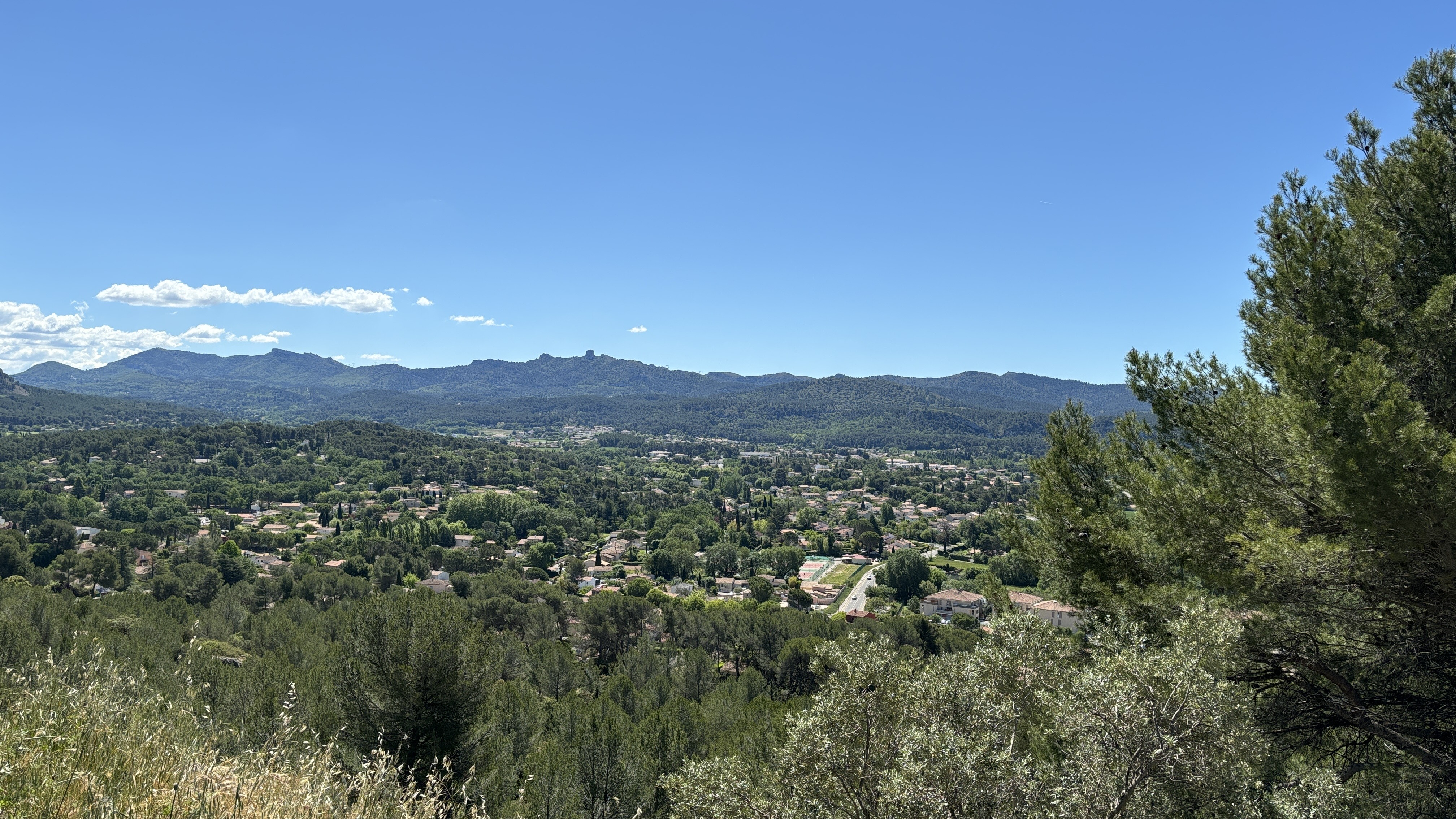
Panoramă din centrul istoric.

Bouc-Bel-Air este situată istoric pe un pinten stâncos, unde este construit castelul, care atinge o altitudine de 258 m.
Comuna include numeroase alte coline, precum colina 3 Pigeons (233 m) la nord, colina Bois de Jussieu (231 m) la vest sau colina de la Salle (239 m) la sud. De asemenea, este mărginită de colina Valabre la nord-est și de primii versanți ai masivului Étoile la sud, incluzând în special Baou-Roux, care atinge 302 m altitudine, și zona numită Sousquières.
Punctul cel mai înalt al comunei se află însă în inima pădurii Terres Blanches, cea mai importantă pădure din Bouc-Bel-Air, atingând 332 m altitudine, în apropiere de zona numită Peyrefuguette.

### Hidrografie
Bouc-Bel-Air este traversată de Grand Vallat, care își are izvorul în Simiane-Collongue și străbate comuna de la vest la est, trecând prin la Salle, Pont de Bouc și San Baquis. Ulterior, acesta se varsă în râul Arc, în zona numită Saint-Pons.
Comuna este, de asemenea, mărginită la nord-est de râul Luynes.
Bouc-Bel-Air are propria stație de epurare, situată în apropierea gropii de gunoi municipale, la poalele colinei chapelle Bonne-Mère, de-a lungul drumului D 60a, precum și o anexă în San Baquis.

### Climă
În 2010, clima comunei a fost clasificată ca tipic mediteraneană, conform unui studiu realizat de CNRS, bazat pe o serie de date care acoperă perioada 1971-2000. În 2020, Météo-France a publicat o tipologie a climei din Franța metropolitană, conform căreia comuna se află într-o zonă cu climat mediteranean, în regiunea climatică Provence, Languedoc-Roussillon. Aceasta este caracterizată de precipitații reduse vara, o foarte bună expunere la soare (2.600 ore/an), veri calde (21,5 °C), un aer foarte uscat vara și sec în toate anotimpurile, vânturi puternice (cu o frecvență de 40-50 % a vânturilor > 5 m/s) și puține cețuri.
Pentru perioada 1971-2000, temperatura medie anuală este de 13,7 °C, cu o amplitudine termică anuală de 16,5 °C. Cantitatea medie anuală de precipitații este de 618 mm, cu 6,1 zile de precipitații în ianuarie și 1,8 zile în iulie. Pentru perioada 1991-2020, temperatura medie anuală observată la stația meteorologică situată în comuna Mimet la 8 km distanță în linie dreaptă, este de 13,3 °C, iar cantitatea medie anuală de precipitații este de 725,2 mm.
Pentru viitor, parametrii climatici estimati pentru comună pentru anul 2050, conform diferitelor scenarii de emisii de gaze cu efect de seră, pot fi consultati pe un site dedicat publicat de Météo-France în noiembrie 2022.

## Urbanism

### Tipologie
La 1 ianuarie 2024, Bouc-Bel-Air este clasificată drept centură urbană, conform noii grile comunale de densitate cu 7 niveluri definită de INSEE (Institutul Național de Statistică și Studii Economice) în 2022. Ea face parte din unitatea urbană Marsilia-Aix-en-Provence, o aglomerație interdepartamentală, în cadrul căreia este o comună de periferie. De asemenea, comuna aparține de zona metropolitană a Marsiliei - Aix-en-Provence, din care face parte ca o comună din coroană. Această arie, care include 115 comune, este clasificată în categoria ariilor cu 700.000 de locuitori sau mai mulți (cu excepția Parisului).

### Utilizarea terenurilor
Ocupația solurilor din comună, așa cum reiese din baza de date europeană privind ocuparea biogeofizică a solurilor Corine Land Cover (CLC), este marcată de importanța teritoriilor artificializate (46,5 % în 2018), în creștere față de 1990 (32,5 %). Repartiția detaliată în 2018 este următoarea: zone urbanizate (34,5 %), păduri (26,6 %), zone agricole eterogene (16,2 %), zone industriale sau comerciale și rețele de comunicație (9,6 %), medii cu vegetație arbustivă și/sau ierboasă (8,7 %), mine, gropi de gunoi și șantiere (2,4 %), terenuri arabile (2 %). Evoluția ocupării terenurilor în comună și a infrastructurilor sale poate fi observată pe diferitele reprezentări cartografice ale teritoriului: harta Cassini (secolul XVIII), harta de stat-major (1820-1866) și hărțile sau fotografiile aeriene ale IGN pentru perioada actuală (1950 până în prezent).

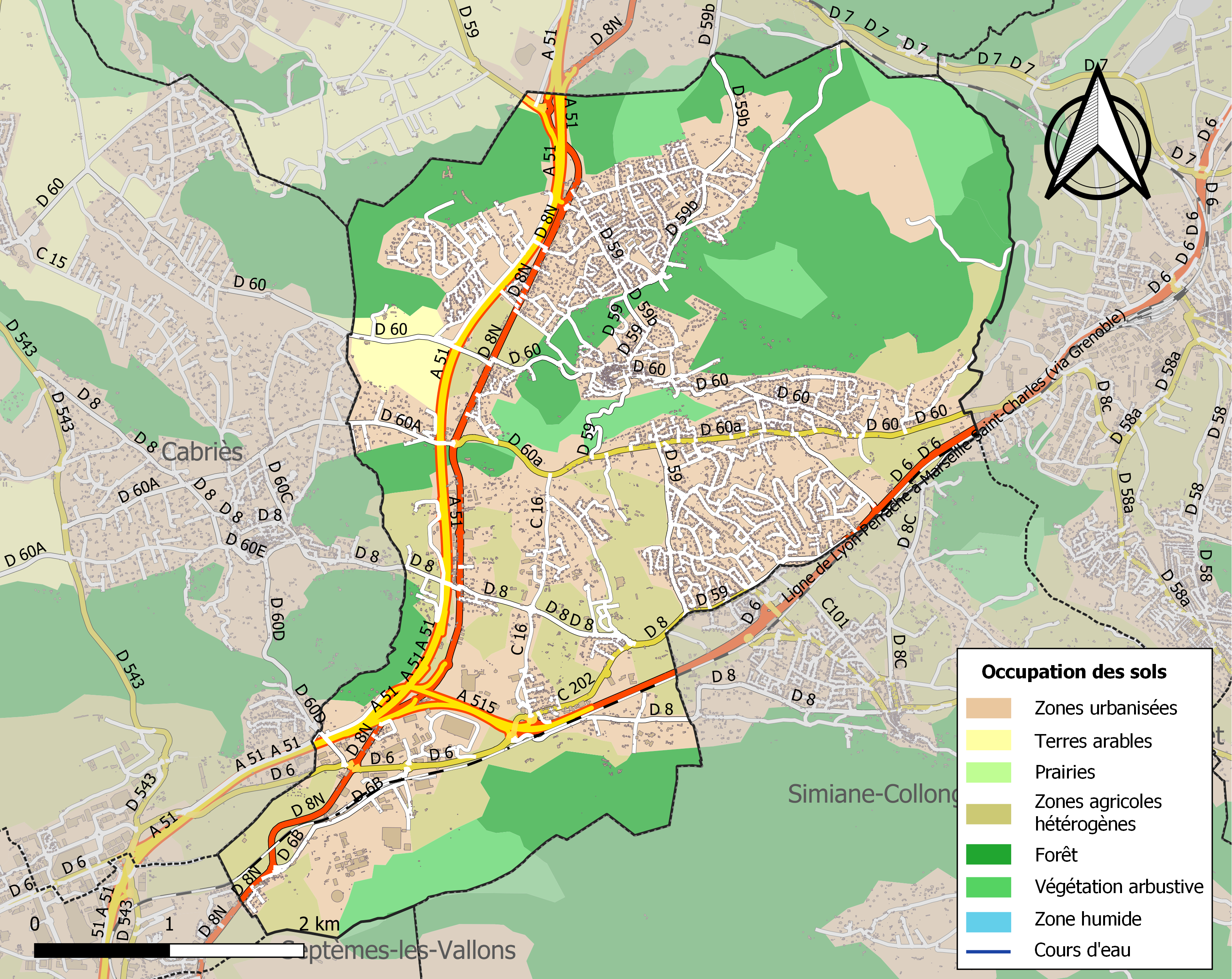
Harta infrastructurii și utilizării terenului a comunei în 2018 (CLC).

### Căi de comunicație și transporturi
Bouc-Bel-Air este traversată de drumul național 8, un drum istoric care leagă Aix-en-Provence de Toulon. Orașul este, de asemenea, mărginit de A51 la vest, de D 6 la sud și de linia de cale ferată dintre Aix-en-Provence și Marsilia la sud.
Comuna nu mai are o legătură feroviară. Cele mai apropiate două gări sunt Gardanne și Simiane-Collongue, situate pe linia TER Marsilia - Aix-en-Provence - Briançon.
Gara Aix-en-Provence TGV se află la aproximativ 20 de kilometri pe șosea. De asemenea comuna se găsește la aceeași distanță față de Marsilia-Saint-Charles.
Transport aerian: Aeroportul Marseille Provence (25 km).

## Toponimie
Bouc (la denumirea Bel-Air a fost adăugată în 1907) derivă din latinul Buccum, care înseamnă gură, aici luată în sensul de trecere, gura unei văi.
Într-adevăr, Bouc-Bel-Air poate fi considerată ca o gură de acces către Ținutul Aix (Pays d'Aix), o etimologie apropiată de cea a localității Port-de-Bouc, care înseamnă portul gurii de vărsare.
O altă etimologie posibilă ar fi derivarea din vechiul provensal Baouco, care ar însemna vârf mic. Totuși, dicționarele uzuale par să nu cunoască termenul bauco/balca decât cu sensul de graminee sau tufă de iarbă.
Numele comunei în provensală este Bouc sau Bou. Consoana finală „c” din vechea provensală a dispărut în provensala modernă, dar în acest caz ar fi putut fi păstrată din motive eufonice, având în vedere că numele oficial al comunei în secolul al XIX-lea era Bouc-Albertas.

## Istorie

### Preistorie și Antichitate
Primii locuitori ai zonei Bouc-Bel-Air au ajuns aici în urmă cu 6 000 de ani, în apropierea colinei Baou-Roux, situată la sud de actualul sat. Este posibil ca aceștia să se fi stabilit lângă izvorul Trou d'Or, care continuă să curgă și în prezent.
Săpăturile arheologice au confirmat existența unei așezări aparținând culturii couronniene, datată între -3200 și -2500.
Acești locuitori vânau urși, cerbi și bouri. Mai târziu, au domesticit oaia sălbatică și au început să practice agricultura. Ulterior, au învățat să topească bronzul, apoi fierul; din aceste perioade s-au descoperit unelte, brățări și câteva săbii.
La un moment dat, probabil din motive de securitate, triburile au fondat un oppidum pe vârful colinei Baou-Roux. De pe această stâncă au putut vedea sosirea primilor comercianți greci, care urcau spre valea râului Durance.

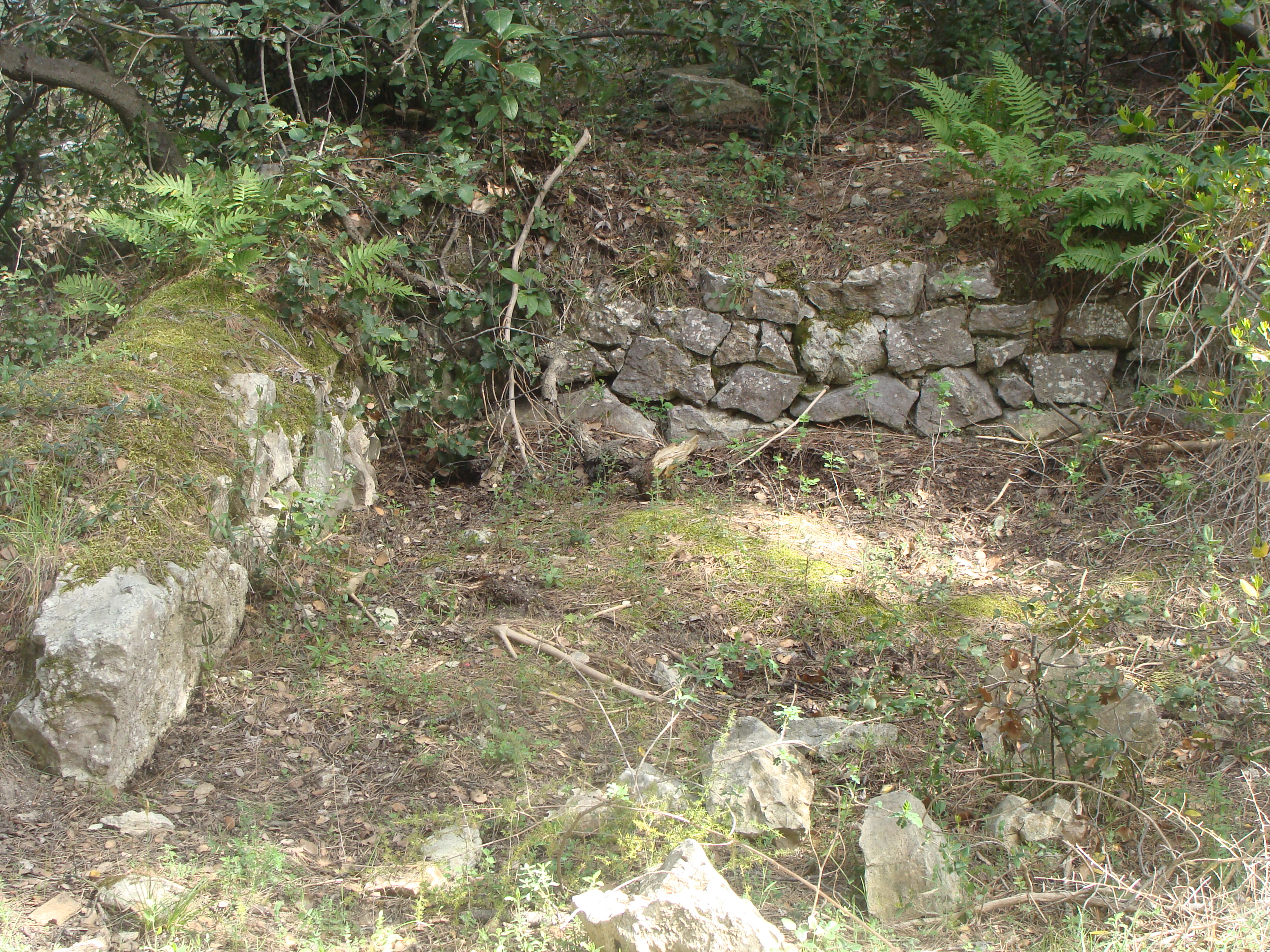
Vestigii ale locuințelor celto-ligure pe situl Baou-Roux.

Orașul celto-ligur stabilit pe Baou-Roux făcea parte din populația salyenilor, a căror capitală era Entremont, situată la nord de actualul Aix-en-Provence.
În 124 î.Hr., oppidumul cade în mâinile romanilor conduși de consulul Caius Sextius Calvinus, care îl distrug. Supraviețuitorii sunt capturați și reduși la sclavie.
Vile gallo-romane vor fi construite la Bel-Ombre, Revenants și Sousquières, dar vor fi distruse, la rândul lor, în timpul invaziilor barbare, la fel ca multe altele din comunele vecine. Printre acestea se numără și La Trébillanne, în Cabries, unde se poate vedea o machetă a sitului.

### Evul Mediu
Boucanii nu sunt decât câteva familii rare de țărani, grupate în cătune mici, protejate de palissade fragile de lemn. Aceștia vânează cerbi și mistreți, cultivă fasole, năut și cereale și cresc turme sărăcăcioase de oi și porci, adesea decimate de lupi.
Jefuitori și barbari devastează regiunea, iar cătunele nu pot rezista atacurilor războinicilor sarazini sau lombarzi, nici trecerii trupelor francilor conduse de Carol Martel în 737, venite să restabilească ordinea în Provence.
După domnia lui Carol cel Mare, boucanii încep să construiască o fortăreață în jurul pintenului stâncos. Casele sunt apoi adăpostite în spatele acestei stânci protectoare, iar când invadatorii revin să prade hambarele, boucanii, avertizați de străjeri, se transformă în războinici pentru a-și apăra bunurile.
La sfârșitul secolului al X-lea, Bouc-Bel-Air se numește Bucco și este unul dintre numeroasele domenii ale conților de Provence. Comunitatea numără aproximativ o sută de suflete, iar populația crește rapid în secolul al XI-lea.
Se defrișează pădurile, se asanează mlăștinile, iar domenii agricole bogate sunt înființate în văile Siège și Sousquières. Câteva case apar în cartierele Croix d'Or și du Pin.
Fortificația stâncii din Bouc se transformă treptat într-un mândru castel feudal, apărat de o garnizoană a conților de Provence. Acesta este cunoscut sub numele de Castrum Bucco.
Tot în această perioadă este construită biserica parohială Saint-André de către călugării prioratului din Sousquières. De-a lungul anilor, biserica suferă numeroase transformări, însă pridvorul a rămas neschimbat. Abia în 1763 este numit primul preot permanent al parohiei.
A urmat apoi perioada războaielor pentru moștenire între seniorii din Provence. În 1113, Peyre și Raymon de Bouc au ales să-l sprijine pe contele Raimond Bérenger. Această loialitate față de conții de Provence nu s-a clătinat niciodată. În 1205, garnizoana din Bouc a reușit să respingă trupele lui Raimond des Baux, care asediau fortăreața.
Moartea reginei Ioana I declanșează o criză de succesiune în comitatul Provence, în contextul în care orașele din Uniunea de la Aix (1382-1387) îl susțin pe Carol de Duras împotriva lui Ludovic I de Anjou. Regele Franței, Carol VI, intervine și îl trimite pe seneșalul de Beaucaire, Enguerrand d'Eudin, care cucerește Bouc-Bel-Air în vara anului 1383. Când Ludovic I moare, văduva sa, Maria de Blois, sosește în Provence pentru a apăra drepturile fiului său, Ludovic II. Ea cere ca seneșalul să-i cedeze orașul, dar acesta refuză, primind ordine directe de la regele Franței.

### Epoca modernă
Pe 4 septembrie 1589 a avut loc cea mai sângeroasă bătălie din istoria Bouc-Bel-Air. Era perioada războaielor religioase, iar garnizoana din Bouc rămăsese loială viitorului rege Henric al IV-lea, în timp ce Marsilia și Aix i se opuneau. Baronul Hubert de Garde de Vins asedia Castrum Bucco încă din ziua precedentă, însă trupele slăbite ale lui Autric des Mées refuzau să se predea. În dimineața zilei de 4 septembrie, baronul ordonă un ultim asalt, dar garnizoana din Bouc reușește să respingă din nou atacul. În timp ce trupele se retrăgeau, un foc de archebuză tras de nicăieri îl ucide pe Autric des Mées. Rămași fără comandant, soldații săi se predau lui Hubert de Vins, care le promite că le va cruța viața. Cu toate acestea, vor fi totuși spânzurați, iar corpul lui Autric des Mées va avea aceeași soartă.
Domeniul este ridicat la rang de marchizat pentru familia Seguiran în 1690, iar moștenitorii lor, familia Albertas, preiau ulterior titlul. Localitatea își schimbă chiar numele în Albertas în secolul al XVIII-lea. Cel mai cunoscut membru al familiei este Jean-Baptiste d'Albertas, marchiz de Bouc. Lui i se datorează grădinile care îi poartă numele, decorate cu bazine, fântâni, statui, jeturi de apă și verdeață. Construcția unui castel nu a fost niciodată finalizată, deoarece marchizul d'Albertas este înjunghiat mortal pe 14 iulie 1790, la Gémenos, în timpul unui banchet oferit voluntarilor Gărzii Naționale.
Cea mai romantică poveste găsită în cărțile lui Bouc se desfășoară în această epocă. Începe într-un târg cu acoperișuri de ardezie, așezat într-o vale a Alpilor. În 1749, un cuplu iese dintr-o han. El este un aventurier venețian, un cuceritor de femei, care își va scrie mai târziu Memoriile; numele său este Giovanni Giacomo Casanova di Seingalt. Ea își spune Henriette Anne d’Arc, are 27 de ani și călătorește sub un nume fals pentru a scăpa de o căsătorie pe care nobilimea familiei sale provensale i-a hotărât-o. Idila lor nu durează decât câteva luni, până în acea zi de februarie 1750, când Henriette pleacă din Geneva, lăsându-i lui Casanova un bilet de adio. Tânăra se întoarce curând acasă, în Provence. În realitate, se numește Marie Anne d’Albertas, fiind rudă cu Jean-Baptiste d’Albertas. La doi ani după fuga sa, se căsătorește cu François Bougerel de Fontienne.
Povestea lor s-ar fi putut opri la Geneva, dar Casanova a păstrat mereu în inimă amintirea celei pe care o cunoștea doar sub un nume împrumutat. În 1763, încearcă să o regăsească în ținutul Aix. În mai 1763, pornește spre Aix pe drumul care avea să devină mai târziu RN8, când o roată a trăsurii sale se rupe, nu departe de cătunul Croix d'Or, lângă hanul Loup Rampant. Un valet aleargă până la reședința familiei d’Albertas pentru a cere ajutorul servitorilor. Stăpânul casei îl invită pe Casanova să aștepte la el până la repararea trăsurii. Atunci o revede pe cea pe care o căuta, dar nu o recunoaște: îmbătrânise, desigur, și mai ales își ascundea chipul sub o voaleta. Nu și-o ridică, căci în momentul acestei a doua întâlniri era deja măritată și mamă a trei copii. Casanova părăsește Bouc-Bel-Air fără să-și imagineze că tocmai văzuse una dintre puținele femei din viața sa de Don Juan, poate singura, de care fusese cu adevărat îndrăgostit.

### Revoluția franceză
Revoluția franceză se desfășoară fără violență la Bouc-Bel-Air. În 1790, sunt confiscate bunurile bisericii Saint-André, precum și domeniile Siège și Prieuré de Sousquières, care aparțineau abației Saint-Victor. Biserica devine pentru scurt timp Templul Rațiunii, iar grădina preotului găzduiește cimitirul satului. În ansamblu, locuitorii din Bouc sunt favorabili ideilor revoluționare; doar Templul Rațiunii și constituirea unui cler civil nu erau pe placul lor. Mulți dintre ei ies noaptea pentru a asculta în secret predicile preoților refractari.
În primăvara anului 1790, bătălia pare inevitabilă în câmpia Pin. Regimentul de Vexin, de partea revoluționarilor, se află în opoziție cu regimentul Royal Marine, rămas fidel regelui. Dar un om aleargă spre ei: se numește Jean Espariat, este primarul orașului Aix-en-Provence și încearcă să le aducă mințile la rațiune pentru a evita o luptă fratricidă. Strigă îndelung, dar nimeni nu reacționează, apoi, brusc, urlă: „Deoarece cuvintele mele sunt neputincioase, vreau să mor alături de voi!”. Își rupe cămașa cu jabou și strigă din răsputeri: „Trageți acum!”. În cele din urmă, bătălia nu mai are loc.
La Bouc, comitetul de supraveghere este instituit în 1793 și își are sediul în încăperea de lângă biserică, unde Marie-France a vândut pește timp îndelungat. Este alcătuit parțial din simpli țărani, uneori analfabeți, iar instituirea sa marchează, într-un fel, apogeul democratic al Revoluției. Pe lângă funcțiile sale de supraveghere, comitetul se preocupă în mod deosebit de asigurarea subzistenței concetățenilor săi, în special de aprovizionarea cu cereale.
Singura confruntare are loc între revoluționari și partizanii regelui în anul VI al Republicii (1797).
În timpul Revoluției, Bouc își schimbă numele. În 1767, printr-o ordonanță a lui Ludovic al XV-lea, Bouc fusese redenumit Albertas.
După Revoluție, satul își recapătă parțial numele original și va fi numit Bouc-Albertas.
În cele din urmă, în 1907, la cererea administrației (în special a celei poștale), un ordin prefectural adaugă „Bel-Air” la numele „Bouc”, pentru a evita confuziile cu Port-de-Bouc. Alegerea lui „Bel-Air” rămâne însă subiect de discuții: unii susțin că această adăugire se datorează obiceiului locuitorilor din Gardanne de a veni la Bouc pentru a respira un „aer curat”, deoarece aerul din propriul lor sat era poluat de fabrici; alte surse sugerează că explicația ar fi mai degrabă prezența numeroșilor estivatori marseilezi care se stabileau în comună pe timpul verii, pentru a scăpa de căldura sufocantă care cuprindea orașul-far al Provencei.

## Populația și societatea

### Date demografice
Evoluția numărului de locuitori este cunoscută prin recensămintele populației efectuate în comuna respectivă începând din 1793. Pentru comunele cu mai puțin de 10 000 de locuitori, un recensământ al întregii populații este realizat la fiecare cinci ani, populațiile legale pentru anii intermediari fiind estimate prin interpolare sau extrapolare. Pentru comuna respectivă, primul recensământ exhaustiv în cadrul noului dispozitiv a fost realizat în 2004.
În 2022, comuna număra 15 367 locuitori, în creștere cu +6,15 % față de 2016 (Bouches-du-Rhône: +2,48 %, Franța fără Mayotte: +2,11 %).
| An        | 1793  | 1821  | 1841  | 1856  | 1876  | 1886 | 1901 | 1921 | 1936 | 1962  | 1982  | 2006   | 2014   | 2022   |
| --------- | ----- | ----- | ----- | ----- | ----- | ---- | ---- | ---- | ---- | ----- | ----- | ------ | ------ | ------ |
| Populație | 1 506 | 1 344 | 1 320 | 1 321 | 1 062 | 933  | 798  | 794  | 867  | 2 158 | 8 714 | 13 711 | 14 097 | 15 367 |

## Cultură și patrimoniu

### Locuri și monumente
- Grădinile Albertas – Construite de marchizul Jean-Baptiste d’Albertas, care visa să își ridice acolo un castel, aceste grădini sunt splendide: bazine, fântâni arteziene, o grotă de vegetație luxuriantă... În fiecare an, ele găzduiesc diverse evenimente, precum Balul de Absolvire al liceului Duby din Luynes (Aix-en-Provence), concerte de muzică clasică sau Journées des Plantes, un eveniment de trei zile care reunește comercianți și pasionați ai lumii vegetale.
- Biserica Saint-André a fost construită în secolul al XI-lea și a suferit numeroase transformări de-a lungul timpului. Singura parte rămasă din construcția originală este pridvorul. Portalul a fost înscris ca monument istoric (MH) în 1930[34].
- Sit-ul Mange-Garri (43° 28′ 03″ N, 5° 26′ 09″ E) este situat lângă valea Ancorse, în pădurea domanială din Bouc-Bel-Air, și servește ca zonă de depozitare a nămolurilor roșii solide rezultate din producția de alumină a uzinei Alteo din Gardanne. Din 2017, acest sit este recunoscut de comunitatea științifică internațională ca ECSHS Level 1 (Environmental Site Characteristic Highly Symbolic), fiind un punct de referință pentru studiul impactului ecologic al stocării deșeurilor industriale periculoase în apropierea zonelor locuite (Ref. CNRS: AudiEnv.2017-03).
- Castelul Castrum de Bucco – Inițial o simplă palisadă de lemn, castelul a evoluat treptat într-o adevărată fortăreață feudală. Astăzi, găzduiește frecvent expoziții.
- Capela Bonne-Mère sau Notre-Dame-de-l’Espérance – Situată pe un punct de belvedere, la vest de vechiul sat, în inima pădurii, capela rămâne un loc de pelerinaj de mici dimensiuni. Chiar alături se află o moară de vânt, care odinioară deservea întreaga așezare.
- La Babiole – O mare bastidă din secolul al XVIII-lea, înconjurată de un parc clasat „Ensemble Arboré Remarquable” (Ansamblu Arboricol Remarcabil).

### Personalități
- Joseph Autran deținea actualul castel de la Malle, un important loc de popas, dotat cu han, grajduri și chiar un mic teatru.
- Alexandre Dumas a locuit o vreme la castelul de la Malle.
- Franz Liszt a locuit, de asemenea, o vreme la castelul de la Malle.
- André Roussin a locuit încă de la naștere în La Babiole, o mare bastidă din secolul al XVII-lea, unde obișnuia să construiască căsuțe din lemn. Această experiență l-a inspirat pentru celebra sa piesă La Petite Hutte. Bastida, lăsată în paragină, a fost restaurată în 1997 de Philippe Penciolelli, căruia i se datorează și renovarea castelului Montferrat (38). Tot atunci, a fost amenajat și un parc în stil englezesc. În parcul La Babiole (clasat „Ensemble Arboré Remarquable”), se află doi platani monumentali, cu o înălțime de 48,50 metri, înregistrați ca „arbori remarcabili”.
- Nina Simone deținea o vilă în această comună. Aici a fost arestată pe 25 iulie 1995, după ce a rănit ușor un băiat de 15 ani cu un glonț de pușcă cu alice.
- Jackson Richardson locuia în Bouc-Bel-Air în perioada în care juca la OM-Vitrolles.
- Christophe Maé deținea o casă în vechiul sat, în spatele bisericii.
- Francis Ponge, scriitor și poet, a scris începând din mai 1941 textul La Mounine ou Note après coup sur un ciel de Provence (inclus în volumul La Rage de l'Expression, 1952), inspirat de o călătorie cu autocarul între Marsilia și Aix-en-Provence. În acest text, el evocă peisajul Mounine și zona Trois Pigeons, situate la nord de Bouc-Bel-Air.